# 財団X
- 仮面ライダーシリーズ
  - 仮面ライダーW > 財団X
  - 仮面ライダーフォーゼ > 財団X

財団X （ざいだんエックス）は、『仮面ライダーW』をはじめとする「仮面ライダーシリーズ」に登場する組織。

## 概要
『仮面ライダーW』の物語終盤、主人公たちの敵組織「ミュージアム」の背後に存在が確認された、闇の巨大組織にして死の商人。後述のように『W』以降の『仮面ライダーフォーゼ』などでもたびたび暗躍しており、各作品が『W』と異なる独立した世界と設定されているにもかかわらず、財団Xが絡むエピソードだけは『W』やそれ以前の作品と地続きであるかのように描かれている。
トレードマークは白を基調とした配色の服装。『W』や『フォーゼ』に登場した関係者の服装は白いスーツであるが、『仮面ライダー平成ジェネレーションズ FINAL ビルド&エグゼイドwithレジェンドライダー』に登場した最上魁星の服装は白地の着物のようなものである。
ミュージアム以外の組織にも、多大な見返りを生む有益な兵器の研究には巨額の資金を援助している（詳細は#出資対象を参照）。資金援助の見返りの1つとして研究成果の蓄積も行われており、支援する新技術をチェックする慣例から、加頭順は自身で超能力やガイアメモリを使用していた。また、投資対象のコアメダルやホロスコープスイッチも本物と同等の性能で再現できるなど、高い技術力を持っている（詳細は#使役した怪人・仮面ライダーを参照）。
ミュージアムに援助した資金の総額は不明であるが、同じく出資対象だった我望光明には億単位の小切手が贈呈されている。
その目的には不明な点が多く、出資以外で財団Xの関係者が行った作戦のうち劇中にて描かれたものは、「加頭による地球の記憶による強制的な進化に耐性のある者以外の全人類が消滅するガイアインパクト」、「最上による並行世界を合体させることで並行世界が消滅する可能性のあるエニグマの起動」などがある。また、財団Xを裏切ったとはいえ、幹部のレム・カンナギは全エネルギーを支配することにより、仮面ライダーたちでさえ手が届かない存在になろうとしていた。
『仮面ライダー×仮面ライダー フォーゼ&オーズ MOVIE大戦MEGA MAX』ディレクターズカット版のオーディオコメンタリーでは「仮面ライダーが共闘するほどの強力な組織」と解説されているほか、『平成ジェネレーションズ』のパンフレットの解説では「仮面ライダーたちの宿敵」と説明されている。
『風都探偵』では、カイ・オペレーションズという会社が財団Xの母体の一部と明かされている。同社は人材育成と社会排出、その人物による企業戦略の提案をする組織だったとされ、そのCEOを務めていたのは（後に「街」を率いることとなる）万灯雪侍という人物である。
- 加頭役を演じたコン・テユは、『W』での登場当時は財団Xの設定をざっくりとしか知らされておらず、『仮面ライダーW FOREVER AtoZ/運命のガイアメモリ』に先行登場していた田端などのイメージから、組織としてのイメージを作り上げたという[12]。

## 登場作品
『仮面ライダーW』関連作品
ミュージアムに資金を援助する組織として登場。ミュージアムとは互いの利益のために表向きは良きビジネスパートナーとして協力体制をとっているが、裏では互いに出し抜こうと暗闘を繰り広げるなど、非常に微妙な関係で一触即発の状態であった。『W』に登場するエージェントたちはほぼ無表情で感情の起伏が感じられず、特有の癖を持つ。
『仮面ライダーW』（テレビシリーズ）
風都で強大な権力を握るミュージアムの「地球の記憶」の研究やガイアメモリの開発に必要な多額の資金を援助しているが、それ以外の全容は謎に包まれており、ミュージアムの中枢にいた冴子でさえ財団Xの存在については把握していなかった。また、財団Xにとってミュージアムは実務組織でしかなく、その生殺与奪をも握るほどの途轍もない世界規模のネットワークと無尽蔵な資金を誇り、独自の人工衛星（キラー衛星）すらも所有している組織であることが、劇中での加頭順の発言から示唆されている。その目的は不明であり、人類を地球の記憶で強制的に進化させ、耐えられない人間の大半を死なせてしまう、加頭の提案したガイアインパクトの計画も認められていた。
加頭の敗北後は風都におけるガイアメモリ事業から完全に手を引くことが決定し、『W』の表舞台からも消えた。ただし、残されたガイアメモリの一部は手中にしているようで、マスカレイド・ドーパントを団員の護衛に投入しているほか、団員が自分で用いて変身して危険な作業や戦闘に従事している。
『仮面ライダーW FOREVER AtoZ/運命のガイアメモリ』
ガイアメモリ以外にネクロオーバー技術の研究にも関与していたことが明かされており、NEVERへの資金提供も検討されていたが、園咲琉兵衛が変身したテラー・ドーパントによるガイアメモリの力を見せつけられた結果、ミュージアムに投資することが決まった。また、シュラウドの設計を元として、キーアイテムとなるAからZまで26個の次世代型「T2ガイアメモリ」を独自に完成させている。
『仮面ライダーW RETURNS 仮面ライダーエターナル』
財団Xの投資対象の1つである超能力兵士たち「クオークス」が登場。加頭と『運命のガイアメモリ』に登場した大道克己の因縁も描かれている。
『風都探偵』
テレビシリーズ本編の続編漫画。前述通り、手を引いて久しいことが、新組織「街」の万灯雪侍の台詞から示唆されている。また、万灯がCEOを務めていたカイ・オペレーションズが財団Xの母体の1つだったことも明かされている。

『仮面ライダーフォーゼ』関連作品
『MOVIE大戦MEGA MAX』やテレビシリーズや『みんなで宇宙キターッ!』では、ガイアメモリと同様に人間を怪物化させるキーアイテム「ゾディアーツスイッチ」を開発した組織「ホロスコープス」にも資金援助を行っている姿が描かれた。ミュージアムとの関係同様、宇宙から来たSOLUの確保のためにホロスコープスを出し抜こうと、一触即発になる場面が描かれている。劇場版でも、ゾディアーツスイッチを巡ってホロスコープスと取引を行う姿が描かれている。『MOVIE大戦MEGA MAX』の後日談となる『フォーゼ』の超バトルDVDでも、サドンダスβを見た歌星賢吾が財団Xの名を挙げている。
『仮面ライダー×仮面ライダー フォーゼ&オーズ MOVIE大戦MEGA MAX』
宇宙からの隕石群の飛来に伴い、暗躍を再開している。また、世間では都市伝説とされている過去作品の仮面ライダーが実在することも把握しており、以前より彼らと敵対していることが示唆されている。1号からストロンガーまでの仮面ライダー7人と死闘を繰り広げる最中、「オーメダル」（『オーズ/OOO』のキーアイテム）の運用技術（怪人・ヤミーやグリードの生成・変身機構・ドライバーの製造など）を入手している。
『仮面ライダーフォーゼ』（テレビシリーズ本編）
我望光明の取引相手（スポンサー）として登場。
『仮面ライダーフォーゼ THE MOVIE みんなで宇宙キターッ!』
我望と複製ホロスコープスイッチの取引を行うが、インガ・ブリンクに奪われてしまう。
『ネット版 仮面ライダー×スーパー戦隊 スーパーヒーロー大変 〜犯人はダレだ?!〜』
速水公平 / リブラ・ゾディアーツに挑戦状を送りつける。

『仮面ライダーエグゼイド』関連作品
上記の『W』や『フォーゼ』と異なり、テレビシリーズ本編には登場しない。
『仮面ライダーブレイブ〜Surviveせよ！復活のビーストライダー・スクワッド！〜』
「X」と書かれたジュラルミンケースを持った男性が登場。キングダークのホログラムやビーストライダー・スクワッドを使い、ナイトオブサファリガシャットの戦闘データを入手すると、どこかへ去っていった。
『仮面ライダー平成ジェネレーションズ FINAL ビルド&エグゼイドwithレジェンドライダー』
財団Xに所属する最上魁星が登場。最上が変身するカイザーリバースのほか、疑似オーメダルから作り出されたグリードや疑似ゾディアーツスイッチで変身したホロスコープス、さらには『仮面ライダービルド』に登場した機械兵士「ガーディアン」と同等の性能を持つ機械兵士「Xガーディアン」が登場。
『仮面ライダーアウトサイダーズ』
財団X幹部のエコルが登場。善意による悪の根絶や仮面ライダーの世界の融合を目指す人工知能「ゼイン」に対抗するため、アークオルフェノクや仮面ライダー王蛇、蛮野天十郎／ブロンズドライブ、ブレン／仮面ライダーブレンを復活させる。

その他のゲーム作品
『仮面ライダー バトライド・ウォー』
黒幕であるカラスの出資者として名称が登場している。
『仮面ライダー ブットバソウル』
ガイアメモリ、オーメダル、アストロスイッチ、ライダーガシャットに続き、（レジェンドライダーの）エナジーアイテムに着手したことが明かされている。
『KAMEN RIDER memory of heroez』
財団X関係者のアイダ博士が登場。ゼウス博士とともにコアエネルギーの研究をしていたことが明かされる。

## メンバー一覧
| メンバー             | 演者               | 変身した怪人 変身したライダー                                  | 登場作品 |
| -------------------- | ------------------ | -------------------------------------------------------------- | --- |
| 加頭順               | コン・テユ         | - ユートピア・ドーパント - 仮面ライダーエターナル レッドフレア | - 『仮面ライダーW』 - 『仮面ライダーW RETURNS 仮面ライダーエターナル』 - 『ネット版 仮面ライダーW FOREVER AtoZで爆笑26連発』 |
| 田端                 | 竹岡常吉           |                                                                | - 『仮面ライダーW』 - 『仮面ライダーW FOREVER AtoZ/運命のガイアメモリ』 - 『仮面ライダーW RETURNS 仮面ライダーエターナル』   |
| ネオン・ウルスランド | ガウ               |                                                                | 『仮面ライダーW』 |
| キース＝アンダーソン | （小説のみ）       |                                                                | 『Nのはじまり/血と夢』 |
| レム・カンナギ       | 益岡徹             | 超銀河王                                                       | 『仮面ライダー×仮面ライダー フォーゼ&オーズ MOVIE大戦MEGA MAX』                                                              |
| カタル               | ダンテ・カーヴァー | サドンダス                                                     | 『仮面ライダー×仮面ライダー フォーゼ&オーズ MOVIE大戦MEGA MAX』                                                              |
| ソラリス             | 人見早苗           | ユニコーン・ゾディアーツ                                       | 『仮面ライダー×仮面ライダー フォーゼ&オーズ MOVIE大戦MEGA MAX』                                                              |
| 役名不明             | 石井靖見           |                                                                | 『仮面ライダー×仮面ライダー フォーゼ&オーズ MOVIE大戦MEGA MAX』                                                              |
| 役名不明             | 高橋玲             |                                                                | 『仮面ライダー×仮面ライダー フォーゼ&オーズ MOVIE大戦MEGA MAX』                                                              |
| 役名不明             | 船越理恵           |                                                                | 『仮面ライダー×仮面ライダー フォーゼ&オーズ MOVIE大戦MEGA MAX』                                                              |
| キイマ               | 渡辺梓             |                                                                | 『仮面ライダー×仮面ライダー フォーゼ&オーズ MOVIE大戦MEGA MAX』                                                              |
| 役名不明             | 山賀教弘           |                                                                | 『仮面ライダーフォーゼ』 |
| 役名不明             | 成嶋涼             |                                                                | 『仮面ライダーフォーゼ THE MOVIE みんなで宇宙キターッ!』                                                                     |
| 役名不明             | 吉開清人           |                                                                | 『仮面ライダーブレイブ〜Surviveせよ！復活のビーストライダー・スクワッド！〜』                                                |
| 最上魁星             | 大槻ケンヂ         | カイザーリバース / バイカイザー                                | 『仮面ライダー平成ジェネレーションズ FINAL ビルド&エグゼイドwithレジェンドライダー』                                         |
| アイダ               | 田村ゆかり         | ムチリ                                                         | 『KAMEN RIDER memory of heroez』                                                                                             |
| エコル               | 古谷大和           |                                                                | 『仮面ライダーアウトサイダーズ』                                                                                             |
| ジョゼフ乱堂         | 高橋ヒロム         |                                                                | 『仮面ライダーアウトサイダーズ』                                                                                             |

## 出資対象
| 出資対象                                                                 | 関連する怪人                    | 関連組織                                             | 関連人物                                         | 担当者         | 備考       |
| ------------------------------------------------------------------------ | ------------------------------- | ---------------------------------------------------- | ------------------------------------------------ | -------------- | ---------- |
| ガイアメモリ                                                             | ドーパント                      | ミュージアム                                         | 園咲琉兵衛 / テラー・ドーパント                  | 加頭順         |            |
| クオークス                                                               | クオークス                      | ビレッジ                                             | ドクター・プロスペクト / アイズ・ドーパント      | 加頭順         |            |
| - オーメダル - （コアメダル）                                            | グリード                        | 不明                                                 | 不明                                             | 不明           | [ 注釈 4 ] |
| - ネクロオーバー技術 * （死亡確定個体複還術）                            | 不明                            | - 大道美樹 - （大道マリア / サイクロン・ドーパント） | キース・アンダーソン                             |                |            |
| - アストロスイッチ - （ゾディアーツスイッチ） - （ホロスコープスイッチ） | - ゾディアーツ - ホロスコープス | 我望光明 / サジタリウス・ゾディアーツ                | 不明                                             |                |            |
| ミュータミット                                                           | ミュータミット                  | 不明                                                 | 不明                                             | レム・カンナギ |            |
| ムネモシュネ                                                             | [ 注釈 9 ]                      | Cage of Memory                                       | カラス（辛島進） / 仮面ライダーディケイド 激情態 | 不明           |            |
| ライダーガシャット                                                       | [ 注釈 10 ]                     | 不明                                                 | 不明                                             | 不明           |            |
| エナジーアイテム                                                         | 不明                            | 不明                                                 | 不明                                             | 不明           |            |
| ガーディアン（Xガーディアン）                                            | ガーディアン（Xガーディアン）   | 不明                                                 | 不明                                             | 最上魁星       |            |
| カイザーシステム                                                         | カイザーリバース / バイカイザー | 不明                                                 | 不明                                             | 最上魁星       |            |
| コアエネルギー                                                           | 再生怪人                        | セクターシティ                                       | ゼウス博士 / ゼウス・ドーパント                  | アイダ         |            |

## 使役した怪人・仮面ライダー
キャラクター名のある財団Xメンバーが変身した怪人やライダーについては、メンバー一覧を参照。また、出資した組織の怪人については、出資対象およびそのリンク先を参照。
これら以外に、『仮面ライダーW FOREVER AtoZ/運命のガイアメモリ』ではT2ガイアメモリから変身したT2ドーパントが登場しているが、別の勢力に奪われてしまっている。
| 怪人・仮面ライダー              | 分類                                  | 登場作品 | 脚注                    |
| ------------------------------- | ------------------------------------- | --- | ----------------------- |
| テラー・ドーパント              | ドーパント                            | - 『仮面ライダー×仮面ライダー フォーゼ&オーズ MOVIE大戦MEGA MAX』 - 『KAMEN RIDER memory of heroez』                                                                                        | [ 注釈 14 ] [ 注釈 15 ] |
| クレイドール・ドーパント        | ドーパント                            | - 『仮面ライダー×仮面ライダー フォーゼ&オーズ MOVIE大戦MEGA MAX』 - 『KAMEN RIDER memory of heroez』                                                                                        | [ 注釈 14 ] [ 注釈 15 ] |
| スミロドン・ドーパント          | ドーパント                            | - 『仮面ライダー×仮面ライダー フォーゼ&オーズ MOVIE大戦MEGA MAX』 - 『KAMEN RIDER memory of heroez』                                                                                        | [ 注釈 14 ] [ 注釈 15 ] |
| タブー・ドーパント              | ドーパント                            | 『KAMEN RIDER memory of heroez』 | [ 注釈 15 ]             |
| ナスカ・ドーパント              | ドーパント                            | 『KAMEN RIDER memory of heroez』 | [ 注釈 15 ]             |
| Rナスカ・ドーパント             | ドーパント                            | 『仮面ライダー×仮面ライダー フォーゼ&オーズ MOVIE大戦MEGA MAX』 | [ 注釈 14 ]             |
| マスカレイド・ドーパント        | - ドーパント - （戦闘員）             | 『仮面ライダー×仮面ライダー フォーゼ&オーズ MOVIE大戦MEGA MAX』 | [ 注釈 16 ]             |
| ウヴァ                          | グリード                              | - 『仮面ライダー×仮面ライダー フォーゼ&オーズ MOVIE大戦MEGA MAX』 - 『仮面ライダー平成ジェネレーションズ FINAL ビルド&エグゼイドwithレジェンドライダー』 - 『KAMEN RIDER memory of heroez』 | [ 注釈 14 ] [ 注釈 15 ] |
| カザリ                          | グリード                              | - 『仮面ライダー×仮面ライダー フォーゼ&オーズ MOVIE大戦MEGA MAX』 - 『仮面ライダー平成ジェネレーションズ FINAL ビルド&エグゼイドwithレジェンドライダー』 - 『KAMEN RIDER memory of heroez』 | [ 注釈 14 ] [ 注釈 15 ] |
| ガメル                          | グリード                              | - 『仮面ライダー×仮面ライダー フォーゼ&オーズ MOVIE大戦MEGA MAX』 - 『仮面ライダー平成ジェネレーションズ FINAL ビルド&エグゼイドwithレジェンドライダー』 - 『KAMEN RIDER memory of heroez』 | [ 注釈 14 ] [ 注釈 15 ] |
| メズール                        | グリード                              | - 『仮面ライダー×仮面ライダー フォーゼ&オーズ MOVIE大戦MEGA MAX』 - 『仮面ライダー平成ジェネレーションズ FINAL ビルド&エグゼイドwithレジェンドライダー』 - 『KAMEN RIDER memory of heroez』 | [ 注釈 14 ] [ 注釈 15 ] |
| アンク                          | グリード                              | 『仮面ライダー平成ジェネレーションズ FINAL ビルド&エグゼイドwithレジェンドライダー』 | [ 注釈 17 ]             |
| アンク（ロスト）                | グリード                              | 『KAMEN RIDER memory of heroez』 | [ 注釈 15 ]             |
| カマキリヤミー                  | ヤミー                                | 『仮面ライダー×仮面ライダー フォーゼ&オーズ MOVIE大戦MEGA MAX』 | [ 注釈 18 ]             |
| カブトムシヤミー                | ヤミー                                | 『仮面ライダー×仮面ライダー フォーゼ&オーズ MOVIE大戦MEGA MAX』 | [ 注釈 18 ]             |
| 屑ヤミー                        | ヤミー （戦闘員）                     | 『仮面ライダー×仮面ライダー フォーゼ&オーズ MOVIE大戦MEGA MAX』 |                         |
| キャンサー・ゾディアーツ        | - ゾディアーツ - （ホロスコープス）   | - 『仮面ライダー平成ジェネレーションズ FINAL ビルド&エグゼイドwithレジェンドライダー』 - 『仮面ライダーフォーゼ THE MOVIE みんなで宇宙キターッ!』                                           | [ 注釈 19 ]             |
| スコーピオン・ゾディアーツ      | - ゾディアーツ - （ホロスコープス）   | - 『仮面ライダー平成ジェネレーションズ FINAL ビルド&エグゼイドwithレジェンドライダー』 - 『仮面ライダーフォーゼ THE MOVIE みんなで宇宙キターッ!』                                           | [ 注釈 19 ]             |
| ヴァルゴ・ゾディアーツ          | - ゾディアーツ - （ホロスコープス）   | - 『仮面ライダー平成ジェネレーションズ FINAL ビルド&エグゼイドwithレジェンドライダー』 - 『仮面ライダーフォーゼ THE MOVIE みんなで宇宙キターッ!』                                           | [ 注釈 19 ]             |
| レオ・ゾディアーツ              | - ゾディアーツ - （ホロスコープス）   | - 『仮面ライダー平成ジェネレーションズ FINAL ビルド&エグゼイドwithレジェンドライダー』 - 『仮面ライダーフォーゼ THE MOVIE みんなで宇宙キターッ!』                                           | [ 注釈 19 ]             |
| リブラ・ゾディアーツ            | - ゾディアーツ - （ホロスコープス）   | 『仮面ライダーフォーゼ THE MOVIE みんなで宇宙キターッ!』 | [ 注釈 19 ]             |
| アリエス・ゾディアーツ          | - ゾディアーツ - （ホロスコープス）   | 『仮面ライダーフォーゼ THE MOVIE みんなで宇宙キターッ!』 | [ 注釈 19 ]             |
| カプリコーン・ゾディアーツ      | - ゾディアーツ - （ホロスコープス）   | 『仮面ライダーフォーゼ THE MOVIE みんなで宇宙キターッ!』 | [ 注釈 19 ]             |
| アクエリアス・ゾディアーツ      | - ゾディアーツ - （ホロスコープス）   | 『仮面ライダーフォーゼ THE MOVIE みんなで宇宙キターッ!』 | [ 注釈 19 ]             |
| タウラス・ゾディアーツ          | - ゾディアーツ - （ホロスコープス）   | 『仮面ライダーフォーゼ THE MOVIE みんなで宇宙キターッ!』 | [ 注釈 19 ]             |
| ジェミニ・ゾディアーツ          | - ゾディアーツ - （ホロスコープス）   | 『仮面ライダーフォーゼ THE MOVIE みんなで宇宙キターッ!』 | [ 注釈 19 ]             |
| ピスケス・ゾディアーツ          | - ゾディアーツ - （ホロスコープス）   | 『仮面ライダーフォーゼ THE MOVIE みんなで宇宙キターッ!』 | [ 注釈 19 ]             |
| サジタリウス・ゾディアーツ      | - ゾディアーツ - （ホロスコープス）   | 『仮面ライダーフォーゼ THE MOVIE みんなで宇宙キターッ!』 | [ 注釈 19 ]             |
| オリオン・ゾディアーツ          | ゾディアーツ                          | 『仮面ライダー×仮面ライダー フォーゼ&オーズ MOVIE大戦MEGA MAX』 |                         |
| カメレオン・ゾディアーツ        | ゾディアーツ                          | 『仮面ライダー×仮面ライダー フォーゼ&オーズ MOVIE大戦MEGA MAX』 |                         |
| ハウンド・ゾディアーツ          | ゾディアーツ                          | 『仮面ライダー×仮面ライダー フォーゼ&オーズ MOVIE大戦MEGA MAX』 |                         |
| 星屑忍者ダスタード              | ダスタード （戦闘員）                 | 『仮面ライダー×仮面ライダー フォーゼ&オーズ MOVIE大戦MEGA MAX』 |                         |
| - 仮面ライダー王蛇 - （浅倉威） | - 仮面ライダー - （ビーストライダー） | 『仮面ライダーブレイブ〜Surviveせよ！復活のビーストライダー・スクワッド！〜』 | [ 注釈 20 ]             |
| 仮面ライダータイガ              | - 仮面ライダー - （ビーストライダー） | 『仮面ライダーブレイブ〜Surviveせよ！復活のビーストライダー・スクワッド！〜』 |                         |
| 仮面ライダーサソード            | - 仮面ライダー - （ビーストライダー） | 『仮面ライダーブレイブ〜Surviveせよ！復活のビーストライダー・スクワッド！〜』 |                         |
| 仮面ライダーダークキバ          | - 仮面ライダー - （ビーストライダー） | 『仮面ライダーブレイブ〜Surviveせよ！復活のビーストライダー・スクワッド！〜』 |                         |
| 仮面ライダービースト            | - 仮面ライダー - （ビーストライダー） | 『仮面ライダーブレイブ〜Surviveせよ！復活のビーストライダー・スクワッド！〜』 |                         |
| 仮面ライダーエターナル          | 仮面ライダー （ネクロオーバー）       | 『KAMEN RIDER memory of heroez』 | [ 注釈 15 ]             |
| キングダーク                    | 巨大ロボット                          | 『仮面ライダーブレイブ〜Surviveせよ！復活のビーストライダー・スクワッド！〜』 | [ 注釈 21 ]             |
| Xガーディアン                   | ガーディアン                          | 『仮面ライダー平成ジェネレーションズ FINAL ビルド&エグゼイドwithレジェンドライダー』 |                         |

## マシン・メカニック
| マシン・メカニック   | 登場作品 |
| -------------------- | --- |
| 輸送ヘリ             | - 『仮面ライダーW FOREVER AtoZ/運命のガイアメモリ』 - 『仮面ライダーW RETURNS 仮面ライダーエターナル』 - 『仮面ライダー×仮面ライダー フォーゼ&オーズ MOVIE大戦MEGA MAX』 - 『仮面ライダーフォーゼ THE MOVIE みんなで宇宙キターッ!』 |
| エクソダス           | 『仮面ライダー×仮面ライダー フォーゼ&オーズ MOVIE大戦MEGA MAX』 |
| エクソダス・マークII | 『仮面ライダーフォーゼ THE MOVIE みんなで宇宙キターッ!』 |
| エニグマ             | 『仮面ライダー平成ジェネレーションズ FINAL ビルド&エグゼイドwithレジェンドライダー』 |

## 関連組織・関連人物
上記の出資組織以外での関連組織や関連人物。
万灯雪侍 / オーロラ・ドーパント
『風都探偵』オリジナルキャラクター。カイ・オペレーションズのかつてのCEO。現在は、新組織「街」の頂点に立つ存在。
カイ・オペレーションズ
『風都探偵』に名前のみ登場。財団Xの母体の一部とされる企業。人材育成会社としての側面を持つ。
「街」
『風都探偵』に登場する組織。裏風都を拠点にする。財団Xの撤退した風都にて暗躍する。

風都工科大学
小説『Nのはじまり / 血と夢』に登場。大道美樹の所属先でもあり、彼の助手を務めていた御手洗という男性が財団Xに内通していたことから、ネクロオーバー技術の研究が財団Xに伝わった。
なお、ゲーム『仮面ライダー トラベラーズ戦記』では、「風都大学」という大学が登場する。

天ノ川学園高等学校
『仮面ライダーフォーゼ』関連作品に登場。財団Xから支援を受ける我望光明が理事長を務めていた。
新・天ノ川学園高等学校
我望光明の計画が失敗し、新たに佐竹剛が校長となった学園。『平成ジェネレーションズ FINAL』では重要施設として登場するほか、『MOVIE大戦アルティメイタム』でも後述の財団X関係者が生徒に関わっていた。

ショッカー
『仮面ライダー平成ジェネレーションズ FINAL ビルド&エグゼイドwithレジェンドライダー』のパンフレットでは、財団Xがショッカーに例えられている。

財団
登場した『真・仮面ライダー 序章』の劇中では語られていないが、東映監修の書籍『仮面ライダーの常識』では財団Xと財団（仮面ライダーシンを生み出した組織）との関係が示唆されている。

番場影人 / ヘラクレス・ゾディアーツ
財団Xの出資していた我望光明の組織と、東南アジアに存在するビレッジの組織の両方に所属していた。
怪人同盟
風田三郎が率いていた、「新人類」と呼ばれる超能力者たちのグループ。実際には、番場影人が影から操っていた。超能力者集団という点は、かつて番場が所属して財団Xが出資していたビレッジにも共通する。やがて、番場に利用されていたことが宇宙仮面ライダー部によって発覚し、少年同盟として生まれ変わることとなる。

### 敵対組織
以下のほか、一部の仮面ライダーと対立している（下の傭兵集団NEVERにも、仮面ライダーエターナルが所属している）。また、レム・カンナギなどのように、組織内からの反逆者も登場している。
傭兵集団NEVER
『仮面ライダーW FOREVER AtoZ/運命のガイアメモリ』や『仮面ライダーW RETURNS 仮面ライダーエターナル』に登場。財団Xにネクロオーバー技術への出資を断られて以降、ビレッジなど出資組織と敵対していた。『運命のガイアメモリ』でも財団Xのヘリを襲い、その研究成果（T2ガイアメモリ）を奪っている。